# Вороной, Георгий Феодосьевич
Георгий Феодосьевич Вороной (16 [28] апреля 1868 — 7 [20] ноября 1908) — русский математик, член-корреспондент Петербургской академии наук с 1 декабря 1907 года.

## Биография
Родился в семье профессора русской словесности Нежинского юридического лицея, инициатора создания бесплатных недельных школ для рабочей молодёжи Киева Феодосия Яковлевича Вороного.
С 1889 года обучался в Санкт-Петербургском университете у Андрея Маркова (старшего). В 1894 году защитил магистерскую диссертацию «О целых числах, зависящих от корня уравнения третьей степени». В том же году был избран профессором Варшавского университета, где занимался исследованием цепных дробей. Учеником Вороного был Вацлав Серпинский.
В 1897 году защитил докторскую диссертацию «Об одном обобщении алгоритма непрерывных дробей», удостоенную премии имени Буняковского. После этого работал профессором математики в Варшавском Университете.
Участвовал во II всемирном конгрессе математиков.
Умер в Варшаве от желчекаменной болезни.

## Память
В честь учёного названа диаграмма Вороного, применяющаяся в информатике.
Теорема Вороного о параллелоэдрах: всякий примитивный параллелоэдр аффинно эквивалентен DV-области некоторой решётки.
Вороной создал новые научные направления в теории чисел, алгебры и геометрии, в частности он заложил основы геометрии чисел. Результаты его научной деятельности используются в кристаллографии, информатике, физике, электронике, астрономии, астрофизике, химии, химической инженерии, микробиологии, офтальмологии, а также при решении проблем искусственного интеллекта. Везде, где возникает потребность в расслоении пространства оптимальным образом, в определённом смысле, на отдельные клетки. Австрийские математики Айхгольцер и Ауренгаммер в своё время писали: «Диаграммы Вороного стали повсюду использоваться при конструировании геометрических алгоритмов. Значительный процент статей по вычислительной геометрии прямо или косвенно связаны с диаграммами Вороного».
Разработал некоторые методы суммирования расходящихся рядов, известные как методы Вороного.

## Семья
Жена Ольга Митрофановна Крицкая, сестра полковника РИА, а после Армии УНР П. М. Крицкого.
Сын — Юрий Юрьевич Вороной — украинский советский врач, участник боя под Крутами. В 1933 году впервые в мире сделал пересадку трупной почки человеку. Его жена Вера Иосифьевна Нечаевская — украинская писательница и общественный деятель, член Украинской Центральной Рады от Украинского женского союза.